# Tobias (voornaam)
Tobias is een jongensnaam.
Tobias is de Griekse en Latijnse vorm van het Hebreeuwse Tobiah (טוביה) wat betekent: "God is mijn goed". De naam Tobia komt verschillende keren voor in het Oude Testament. De naam wordt ook in de vrouwelijke vorm (Tobia, Tobine) gebruikt, onder andere als verwijzing naar het romantische en morele verhaal uit het boek Tobit.
In het Engels wordt de naam vaak gespeld als Toby, een samentrekking van Tobias, Tobit of Tobermory. Dit is wel meer dan eens gebruikt als woordspeling op de meest bekende zin uit Shakespeares Hamlet: "Toby or not Toby" ("to be or not to be").
- Tobias is een Bijbels persoon in het deuterocanonieke boek Tobit.
  - Tobias was de vroegere naam van het boek Tobit
- Tobias is de naam van het fictief hondje in de Suske en Wiske-stripreeks.
- Tobias Asser (1838-1913), Nederlands minister van staat en Nobelprijswinnaar